# Greve na Construção Civil
Greve na Construção Civil (1976) é um documentário de curta-metragem, um filme colectivo da cooperativa Cinequanon. Cobre os célebres acontecimentos que levaram ao bloqueio das discussões políticas no Palácio de São Bento.

## Sinopse
Graves conflitos laborais levam os grevistas da construção civil a confrontar-se com o Ministério do Trabalho e com o próprio Governo. As manifestações de rua em Lisboa levam ao sequestro do Primeiro Ministro e deputados no Palácio de São Bento, sequestro esse que dura vários dias. Da greve e das lutas falam vários trabalhadores.

## Ficha técnica
- Realização e produção – Cinequanon (filme colectivo)
- Director de produção – Leonel Brito
- Formato – 16 mm p/b
- Género – documentário (cinema militante)
- Duração – 23’
- Distribuição – Cinequanon

## Enquadramento histórico
A obra, pelo seu propósito interventivo, enquadra-se na categoria de cinema militante, prática recorrente dos Kinoks portugueses da geração dos anos setenta. Em curtas, médias e longas-metragens, explorando os métodos do cinema directo, ocupando o seu espaço entre as obras pioneiras do novo cinema, o género prolifera no terreno fértil de Portugal, na segunda metade da década.

## Festivais
- Mostra de Cinema de Intervenção – Portugal 76 (Estoril)